# Okres Ústí nad Orlicí

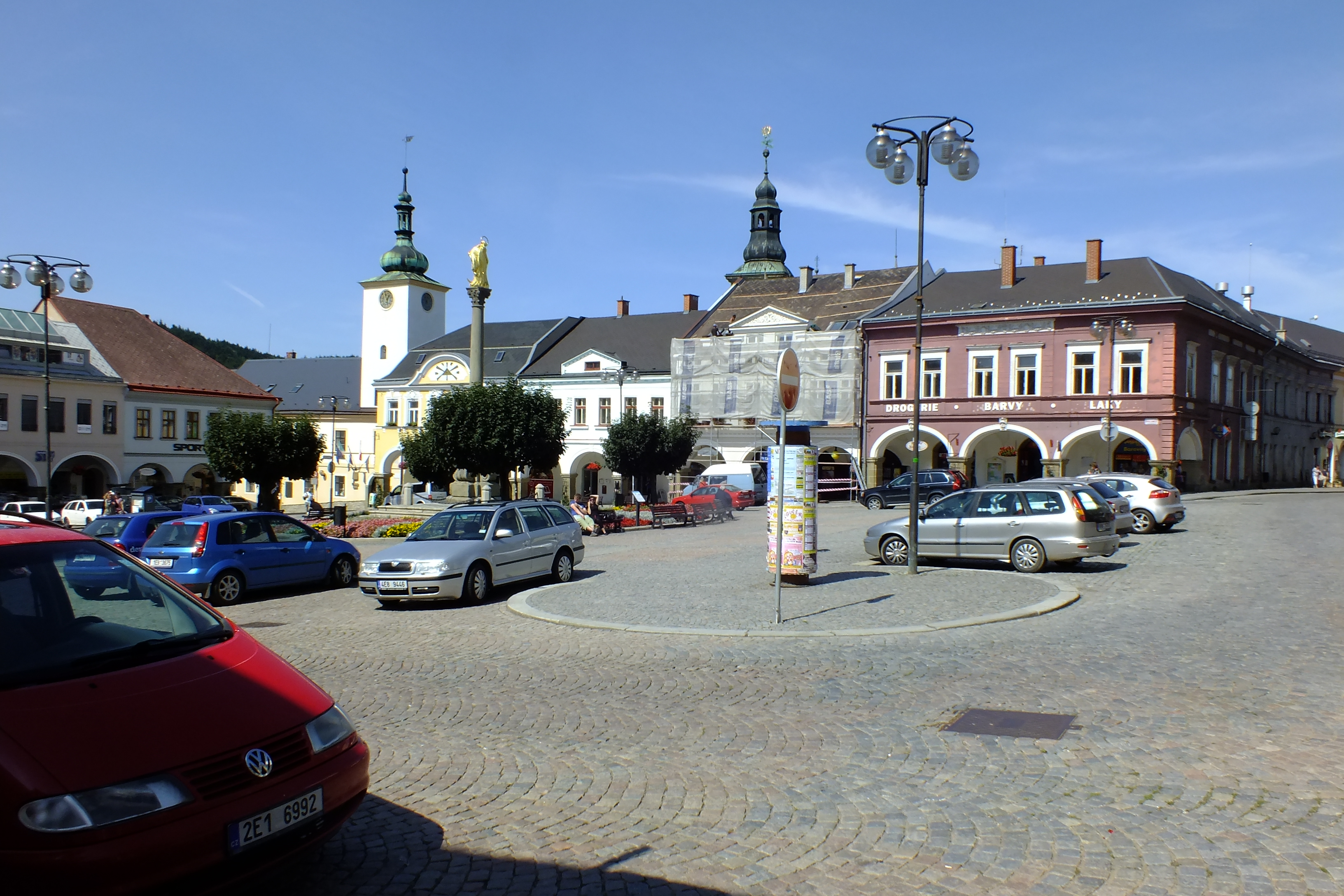
Centrum okresního města

Okres Ústí nad Orlicí je okresem v Pardubickém kraji. Jeho dřívějším sídlem bylo město Ústí nad Orlicí.
V rámci kraje sousedí na západě s okresem Pardubice, na jihozápadě s okresem Chrudim a na jihu s okresem Svitavy. Dále pak na východě sousedí s okresem Šumperk v Olomouckém kraji a na severozápadě s okresem Rychnov nad Kněžnou v Královéhradeckém kraji. Ze severu je okres vymezen státní hranicí s Polskem.

## Pořadí měst podle počtu obyvatel
Největším městem podle počtu obyvatel je Česká Třebová, bývalé okresní město Ústí nad Orlicí je počtem obyvatel druhé.
| Město               | Počet obyvatel |
| ------------------- | -------------- |
| Česká Třebová       | 15 119         |
| Ústí nad Orlicí     | 14 098         |
| Vysoké Mýto         | 12 412         |
| Lanškroun           | 9 849          |
| Choceň              | 8 662          |
| Letohrad            | 6 445          |
| Žamberk             | 5 917          |
| Králíky             | 4 126          |
| Jablonné nad Orlicí | 3 106          |
| Brandýs nad Orlicí  | 1 305          |

## Seznam správních obvodů obcí s rozšířenou působností
- Česká Třebová
- Králíky
- Lanškroun
- Ústí nad Orlicí
- Vysoké Mýto
- Žamberk

## Demografické údaje
Data k roku 2018:
| Popis          | Celkem  | Ženy           | Muži           |
| -------------- | ------- | -------------- | -------------- |
| počet obyvatel | 138 242 | 69 618 50,36 % | 68 624 49,64 % |
| průměrný věk   | 42,3    | 43,7           | 40,9           |

- hustota zalidnění: 109,1 ob./km²
- celkový přírůstek na 1000 obyvatel: 2,9 ‰

### Zaměstnanost, školství, zdravotnictví a bezpečnost
(2018)
| Nezaměstnaných                                  | 1 612  |
| Míra nezaměstnanosti                            | 1,69 % |
| Volná pracovní místa                            | 6 000  |
| Děti v mateřských školách                       | 4 943  |
| Žáci základních škol                            | 12 428 |
| Lékaři na 1000 obyvatel                         | 3,1    |
| Průměrné procento dočasné pracovní neschopnosti | 5,032  |
| Registrované trestné činy                       | 1131   |
| Dopravní nehody celkem                          | 1213   |
| Požáry                                          | 224    |

## Silniční doprava
Okresem prochází silnice I. třídy I/11, I/14, I/17, I/35 a I/43. Silnice II. třídy jsou II/305, II/310, II/311, II/312, II/313, II/314, II/315, II/316, II/317, II/356, II/357, II/358, II/360 a II/368.

## Železniční doprava
Okresem prochází železniční tratě : Brno – Česká Třebová, Česká Třebová – Přerov, Dolní Lipka – Hanušovice, Choceň–Litomyšl, Lichkov–Štíty, Praha – Česká Třebová, Rudoltice v Čechách – Lanškroun, Třebovice v Čechách – Chornice – Prostějov/Velké Opatovice, Týniště nad Orlicí – Letohrad, Ústí nad Orlicí – Mezilesí, Velký Osek – Choceň.

## Seznam obcí a jejich částí
Města jsou uvedena tučně, městyse kurzívou, části obcí malince.
Albrechtice • Anenská Studánka (Helvíkov) • Běstovice • Bošín • Brandýs nad Orlicí • Bučina • Bystřec • Cotkytle (Herbortice • Janoušov • Mezilesí) • Čenkovice • Červená Voda (Bílá Voda • Dolní Orlice • Horní Orlice • Mlýnice • Mlýnický Dvůr • Moravský Karlov • Šanov) •
Česká Rybná • Česká Třebová (Kozlov • Lhotka • Parník • Skuhrov • Svinná) • České Heřmanice (Borová • Chotěšiny • Netřeby) • České Libchavy • České Petrovice • Damníkov • Dlouhá Třebová • Dlouhoňovice • Dobříkov (Rzy) • Dolní Čermná (Jakubovice) • Dolní Dobrouč (Horní Dobrouč • Lanšperk) • Dolní Morava (Horní Morava • Velká Morava) • Džbánov • Hejnice (Křížánky) • Helvíkovice (Houkov) •
Hnátnice • Horní Čermná (Nepomuky) • Horní Heřmanice (Dolní Heřmanice •  Rýdrovice) • Horní Třešňovec • Hrádek •
Hrušová • Choceň (Březenice • Dvořisko • Hemže • Nová Ves • Plchůvky • Podrážek) • Jablonné nad Orlicí • Jamné nad Orlicí • Javorník (Vysoká) • Jehnědí • Kameničná • Klášterec nad Orlicí (Čihák • Jedlina • Lhotka • Zbudov) • Koldín (Hradiště) • Kosořín • Králíky (Červený Potok • Dolní Boříkovice • Dolní Hedeč • Dolní Lipka • Heřmanice • Horní Boříkovice • Horní Hedeč • Horní Lipka • Kopeček • Prostřední Lipka) • Krasíkov • Kunvald (Bubnov • Končiny • Kunačice • Kunvald • Záhory • Zaječiny) •
Lanškroun (Dolní Třešňovec • Lanškroun-Vnitřní Město • Ostrovské Předměstí • Žichlínské Předměstí) • Leština (Doubravice • Dvořiště • Podhořany u Nových Hradů) • Letohrad (Červená • Kunčice • Orlice) • Libecina (Javorníček) • Libchavy (Dolní Libchavy • Horní Libchavy) • Lichkov • Líšnice •
Lubník • Lukavice • Luková (Květná) • Mistrovice • Mladkov (Dolany • Petrovičky • Vlčkovice) •
Mostek (Sudličkova Lhota) • Nasavrky • Nekoř (Bredůvka • Údolí) • Nové Hrady (Mokrá Lhota • Rybníček) • Orlické Podhůří (Dobrá Voda • Kaliště • Perná • Rozsocha • Rviště • Říčky) • Orličky • Ostrov • Oucmanice • Pastviny •
Petrovice • Písečná •
Plchovice (Smetana) • Podlesí (Němčí • Olešná • Turov) • Přívrat • Pustina • Radhošť (Sedlíšťka) • Rudoltice • Rybník • Řepníky (Pěšice • Popovec) • Řetová • Řetůvka • Sázava • Seč • Semanín • Skořenice • Slatina • Sobkovice • Sopotnice • Sruby (Hluboká) • Stradouň • Strážná • Studené (Bořitov) • Sudislav nad Orlicí (Orlík) • Sudslava • Svatý Jiří (Loučky • Sítiny) • Šedivec • Tatenice • Těchonín (Celné • Stanovník) • Tisová (Zaháj) •
Trpík • Třebovice • Týnišťko • Újezd u Chocně (Chloumek • Prochody) • Ústí nad Orlicí (Černovír • Dolní Houžovec • Horní Houžovec • Hylváty • Kerhartice • Knapovec • Oldřichovice) •
Velká Skrovnice (Malá Skrovnice) • Verměřovice • Vinary • Voděrady (Džbánov) • Vraclav (Sedlec • Svatý Mikuláš) • Vračovice-Orlov (Orlov • Vračovice) • Výprachtice (Koburk • Valteřice) •
Vysoké Mýto (Vysoké Mýto-Město • Choceňské Předměstí • Litomyšlské Předměstí • Pražské Předměstí • Brteč • Domoradice • Knířov • Lhůta • Svařeň • Vanice) • Zádolí (Stříhanov) • Záchlumí (Bohousová • Litice nad Orlicí) • Zálší (Nořín) • Zámrsk (Janovičky • Nová Ves) • Zářecká Lhota • Žamberk • Žampach (Hlavná) • Žichlínek

### Změna hranice okresu
Do 1. ledna 2007 byly v okrese Ústí nad Orlicí také obce:
- Němčice – poté okres Svitavy
- Sloupnice – poté okres Svitavy
- Vlčkov – poté okres Svitavy

Z okresu Pardubice do okresu Ústí nad Orlicí byly k témuž datu převedeny obce Radhošť a Týnišťko. Z okresu Chrudim obce Leština, Nové Hrady, Řepníky, Stradouň a Vinary.

## Zajímavost
V okrese Ústí nad Orlicí sídlí dva největší výrobci autobusů v České republice:
- Iveco Czech Republic (dříve Karosa) ve Vysokém Mýtě
- SOR Libchavy v Libchavách u Ústí nad Orlicí

## Řeky
- Morava
- Březná
- Divoká Orlice
- Loučná
- Moravská Sázava
- Novohradka
- Orlice
- Třebovka